# Peter Chen Bolu

Wappen von Peter Chen Bolu

Peter Chen Bolu (Bailu) (chinesisch 陳柏廬; * 18. April 1913; † 5. November 2009 in Dafeng, Dazhong) war römisch-katholischer Bischof des Bistums Taming in Handan, Volksrepublik China.

## Leben
Peter Chen Bolu empfing 1944 die Priesterweihe. Zwischen 1966 und 1976 war er in einem Arbeitslager interniert. 1986 spendete ihm Francis Han Tingbi, Bischof von Hungtung (Erzbistum Taiyüan), insgeheim die Bischofsweihe. Am 29. Mai 1988 trat er das Amt des Bischofs von Taming in Handan (auch Bistum Handan) mit Duldung der römischen Kurie und der staatlichen Chinesisch Katholisch-Patriotischen Vereinigung an. 1993 trat er aus Altersgründen zurück.
Er war Initiator des Baus des Diözesanhospitals von Dazhong.